# Ingo Borkowski
Ingo Borkowski (* 10. Oktober 1971 in Potsdam) ist ein deutscher Segler.
Ingo Borkowski startet für den Yachtclub Berlin-Grünau . Seit Anfang der 1990er Jahre gehört er in wechselnden Bootsklassen zur deutschen und internationalen Seglerelite. Erstes Großereignis war die Soling-Europameisterschaft 1992, wo er Sechster wurde. Im Jahr darauf gewann er die deutsche Soling-Meisterschaft. Erster ganz großer Erfolg für Borkowski wurde 1995 der Gewinn der Weltmeisterschaft im H-Boot. In der ILC-40-Klasse gewann er Silber, beim Admiral’s Cup wurde er Dritter. Für die Olympischen Spiele 1996 in Atlanta war der Potsdamer Ersatzmann. 1997 wurde Borkowski Zweiter beim Admiral’s Cup und gewann sowohl im Match Race wie auch im Fleet Race Gold bei der Soling-EM. Ein Jahr später wiederholte er den Erfolg im Match Race, im Fleet Race wurde er Dritter. Auch bei der Weltmeisterschaft des Jahres gewann er den Match-Race-Titel.
Seinen größten internationalen Erfolg feierte Borkowski bei den Olympischen Spielen 2000 in Sydney, wo er hinter dem dänischen Boot um Jesper Bank im Soling mit Gunnar Bahr und Jochen Schümann die Silbermedaille gewann, wofür er und sein Team vom Bundespräsidenten mit dem Silbernen Lorbeerblatt ausgezeichnet wurden. Hinzu kommt Platz vier im Match Race und Platz fünf im Fleet Race bei den Weltmeisterschaften und Silber im Match Race bei der EM. Borkowski wechselte dann vom Soling zum Starboot. 2006 wurde er in der Klasse Zehnter bei der Weltmeisterschaft. Ein Jahr später erreichte er dieselbe Platzierung bei der Europameisterschaft und Siebter bei der WM. Sowohl 2006 als auch 2007 belegte Borkowski Platz vier bei der Kieler Woche. 2008 schaffte er die Verbesserung auf Rang fünf bei der Weltmeisterschaft. Mit Marc Pickel nahm Borkowski im Starboot an den Olympischen Sommerspielen 2008 in Peking teil und wurde Siebter.